# Шатнево (Могилёвская область)
Ша́тнево (бел. Шатнева) — деревня в составе Коровчинского сельсовета Дрибинского района Могилёвской области Республики Беларусь.

## Население
- 1999 год — 15 человек
- 2010 год — 3 человека